# Ailyn
Ailyn właśc. Pilar Giménez García (ur. 29 maja 1982 w Grenadzie) – hiszpańska wokalistka. W 2007 roku wystąpiła w hiszpańskiej edycji programu typu talent show X Factor. W latach 2008–2016 Ailyn występowała w norweskiej grupie muzycznej Sirenia. Wraz z zespołem nagrała cztery albumy studyjne: The 13th Floor (2009), The Enigma of Life (2011), Perils of the Deep Blue (2013) oraz The Seventh Life Path (2015). W 2011 roku wystąpiła gościnnie na płycie zespołu Serenity pt. Death & Legacy.

## Dyskografia
- Serenity – Death & Legacy (2011, gościnnie)
- Diabulus in Musica – Argia (2014, gościnnie)
- Enemy of Reality – Rejected Gods (2014, gościnnie)
- Mägo de Oz – Finisterra Ópera Rock (2015, gościnnie)
- Melted Space – The Great Lie (2015, gościnnie)
- Sebastien – Dark Chambers of Déjà Vu (2015, gościnnie)